# Cozyla
Cozyla (łac. Diocesis Cozylensis) – stolica historycznej diecezji w Cesarstwie Rzymskim,  współcześnie w Bośni i Hercegowinie. Od 1933 katolickie biskupstwo tytularne. 

## Biskupi tytularni
| Lp. | Biskup                   | Funkcja                                 | Od                   | Do              |
| --- | ------------------------ | --------------------------------------- | -------------------- | --------------- |
| 1   | Antônio Gaspar           | biskup pomocniczy São Paulo (Brazylia)  | 6 grudnia 1982       | 20 grudnia 2000 |
| 2   | Dulcênio Fontes de Matos | biskup pomocniczy Aracajú (Brazylia)    | 18 kwietnia 2001     | 12 lipca 2006   |
| 3   | Daniel Flores            | biskup pomocniczy Detroit (USA)         | 28 października 2006 | 9 grudnia 2009  |
| 4   | Mark Seitz               | biskup pomocniczy Diecezja Dallas (USA) | 11 marca 2010        | 6 maja 2013     |
| 5   | Savio Dominic Fernandes  | biskup pomocniczy Bombaju (Indie)       | 15 maja 2013         |                 |